# Aracopidius oblongus
Aracopidius oblongus is een keversoort uit de familie Ptilodactylidae. De wetenschappelijke naam van de soort is voor het eerst geldig gepubliceerd in 1930 door Carter.